# Leucania proxima
Leucania proxima är en fjärilsart som beskrevs av John Henry Leech 1900. Leucania proxima ingår i släktet Leucania och familjen nattflyn. Inga underarter finns listade i Catalogue of Life.